# Pkgtool

pkgtool (Slackware Package Tool) — менеджер пакетов по умолчанию для дистрибутива GNU/Linux Slackware. Используется при установке дистрибутива, а также для удаления, установки и обновления пакетов.

## Применение
| Команда    | Описание               | Пример          |
| ---------- | ---------------------- | --------------- |
| installpkg | установить новый пакет | installpkg wicd |
| removepkg  | удалить пакет          | removepkg wicd  |
| upgradepkg | обновить пакет         | upgradepkg wicd |

## см. также
- slackpkg
- slapt-get